# Ledoyerella haleiwa
Ledoyerella haleiwa är en kräftdjursart som först beskrevs av J. L. Barnard 1970.  Ledoyerella haleiwa ingår i släktet Ledoyerella och familjen Isaeidae. Inga underarter finns listade i Catalogue of Life.